# Császár Attila Géza
Császár Attila Géza (Dorog, 1959. augusztus 18. –) Széchenyi-díjas magyar kémikus, egyetemi tanár, a Magyar Tudományos Akadémia levelező tagja. Az Eötvös Loránd Tudományegyetem Természettudományi Kar Kémiai Intézete Fizikai Kémiai Tanszékének egyetemi tanára, az MTA-ELTE Komplex Kémiai Rendszerek Kutatócsoportjának vezetője.

## Élete
1983-ban diplomázott vegyészként az Eötvös Loránd Tudományegyetemen. 1985-ben elméleti kémiából egyetemi doktori fokozatot szerzett. 1993-ban védte meg kandidátusi, majd 1998-ban akadémiai doktori értekezését. 1999-ben habilitált az ELTE-n. 2002-től az Eötvös Loránd Tudományegyetem Kémiai Intézetének egyetemi tanára. Több nemzetközi és hazai tudományos kitüntetést kapott pályafutása során, valamint külföldi egyetemeken volt vendégprofesszor.
2022-ben a Magyar Tudományos Akadémia levelező tagjává választották. Több mint 250 tudományos cikket publikált, amelyekre közel 19 000 idézet érkezett.